# Genesis Awards
De Genesis Awards is een Amerikaanse filmprijs die sinds 1986 elk jaar wordt uitgereikt in maart door de Humane Society of the United States.

## Geschiedenis
In 1986 besliste actrice en dierenactiviste Gretchen Wyler om een filmprijs in het leven te roepen die aandacht schenkt aan het dierenwelzijn in media. Wyler was namelijk van mening dat er nogal wat dierenmishandeling voorkwam in diverse producties. Door het uitreiken van dergelijke prijs wou ze zowel de aandacht van het volk als producers richten op dierenwelzijn.
De prijs hoeft niet onmiddellijk te gaan naar films waar levende dieren in voorkomen, maar ook animatiefilms, live-action films met gedigitaliseerde dieren of fictieve diersoorten komen in aanmerking. Naast films kan de prijs ook gaan naar tv-series, drukwerk, radio, muziek en kunst. Evenmin moet de film gaan over het liefhebben van een dier. Films met dierenmisbruik als thema, zoals White Fang (1991), kunnen ook in aanmerking komen.
In 1990 werd de uitreiking voor het eerst uitgezonden op Discovery Channel. Later verhuisde de uitreiking naar Animal Planet.

## Selectie
De finale nominaties worden genomen door een comité bestaande uit 17 leden die minstens meer dan 15 jaar ervaring hebben met dierenwelzijn in deze categorieën. Zowel publiek als professionelen kunnen dan stemmen uitbrengen naargelang hun voorkeuren.

## Naamgeving Genesis
Het boek Genesis vertelt het verhaal van Noach en de ark. Daardoor is dit het "eerste verslag over een dierenreddingsactie".

## Prijzen
| Jaar | Film                                                             | Categorie                                               |
| ---- | ---------------------------------------------------------------- | ------------------------------------------------------- |
| 1986 | Magnum, P.I.                                                     | Beste dramaserie                                        |
| 1986 | Night Court                                                      | Beste komische televisieserie                           |
| 1987 | Harry and the Hendersons                                         | Beste komische film                                     |
| 1987 | Star Trek IV: The Voyage Home                                    | Beste avonturenfilm                                     |
| 1987 | Benji the Hunted                                                 | Beste familiefilm                                       |
| 1987 | Gimme a Break!                                                   | Beste komische televisieserie                           |
| 1988 | Hachi-ko                                                         | Beste film                                              |
| 1988 | Punky Brewster                                                   | Beste komische televisieserie                           |
| 1988 | Highway to Heaven                                                | Beste dramaserie                                        |
| 1989 | Life Goes On                                                     | Beste dramaserie                                        |
| 1990 | Gorillas in the Mist: The Story of Dian Fossey                   | Beste film                                              |
| 1990 | l'Ours                                                           | Beste buitenlandse film                                 |
| 1990 | Peaceable Kingdom                                                | Beste documentaire                                      |
| 1990 | Ferris Bueller                                                   | Beste komische serie                                    |
| 1990 | L.A. Law                                                         | Beste drama                                             |
| 1991 | The Rescuers Down Under                                          | Beste familiefilm                                       |
| 1991 | Designing Women, aflevering "The Fur Flies"                      | Beste komische serie                                    |
| 1991 | Dinosaurs                                                        | Beste familieserie                                      |
| 1991 | MacGyver                                                         | Beste dramaserie                                        |
| 1992 | City Slickers                                                    | Beste film                                              |
| 1992 | White Fang                                                       | Beste familiefilm                                       |
| 1992 | Quantum Leap                                                     | Beste dramaserie                                        |
| 1992 | The New Lassie                                                   | Beste familieserie                                      |
| 1993 | Beethoven                                                        | Beste film                                              |
| 1993 | FernGully: The Last Rainforest                                   | Beste animatiefilm                                      |
| 1993 | Sisters                                                          | Beste dramaserie                                        |
| 1993 | Roseanne, aflevering "Lanford Daze"                              | Beste komische serie                                    |
| 1993 | Rescue 911                                                       | Beste reality show                                      |
| 1993 | Megadeth, album Countdown to Extinction                          | Doris Day Music Award                                   |
| 1994 | Free Willy                                                       | Beste film                                              |
| 1994 | The Golden Palace                                                | Beste komische serie                                    |
| 1994 | Dead at 21                                                       | Beste dramaserie                                        |
| 1994 | Jane Goodall                                                     | Lifetime Achievement Award                              |
| 1995 | Black Beauty                                                     | Beste film                                              |
| 1995 | The Simpsons, aflevering "Lisa the Vegetarian"                   | Beste komische serie                                    |
| 1995 | Dr. Quinn, Medicine Woman                                        | Beste dramaserie                                        |
| 1996 | Babe                                                             | Beste film                                              |
| 1996 | Mad About You                                                    | Beste komische serie                                    |
| 1996 | Chicago Hope                                                     | Beste dramaserie                                        |
| 1996 | Michael Jackson, nummer Earth Song                               | Doris Day Music Award                                   |
| 1997 | Fly Away Home                                                    | Beste film                                              |
| 1997 | Ellen                                                            | Beste komische serie                                    |
| 1997 | Baywatch                                                         | Beste dramaserie                                        |
| 1998 | Shiloh                                                           | Beste film                                              |
| 1998 | Everybody Loves Raymond                                          | Beste komische serie                                    |
| 1998 | Millennium, aflevering "Broken World"                            | Beste dramaserie                                        |
| 1998 | Leeza                                                            | Beste talkshow                                          |
| 1998 | Wild Rescues                                                     | Beste realityreeks                                      |
| 1999 | Mighty Joe Young                                                 | Beste film                                              |
| 1999 | Spin City, aflevering "The Deer Hunter"                          | Beste komische serie                                    |
| 1999 | The Practice, aflevering "The Food Chain"                        | Beste dramareeks                                        |
| 2000 | Instinct                                                         | Beste film                                              |
| 2000 | The Iron Giant                                                   | Beste animatiefilm                                      |
| 2000 | Judging Amy, aflevering "The Persistence of Tectonics"           | Beste dramaserie                                        |
| 2000 | Leeza                                                            | Beste talkshow                                          |
| 2000 | Road Rules: Semester at Sea                                      | Beste realityreeks                                      |
| 2000 | Prince, lied "Rave Un2 the Joy Fantastic"                        | Beste lied                                              |
| 2001 | Chicken Run                                                      | Beste animatiefilm                                      |
| 2001 | Popular, aflevering "Joe Loves Mary Cherry"                      | Beste komische reeks                                    |
| 2001 | Family Law, aflevering "Family Values"                           | Beste dramaserie                                        |
| 2001 | Politically Incorrect                                            | Beste talkshow                                          |
| 2001 | Wild Rescues                                                     | Beste realityreeks                                      |
| 2002 | Dr. Dolittle 2                                                   | Beste film                                              |
| 2002 | Dharma & Greg, aflevering "A Fish Tale"                          | Beste komische serie                                    |
| 2002 | Law & Order, aflevering "Whose Monkey Is It Anyway"              | Beste komische serie                                    |
| 2002 | Within These Walls                                               | Beste televisiefilm                                     |
| 2002 | Animal Precint                                                   | Beste realityreeks                                      |
| 2002 | Claude Carmichael & Pete Wasner, lied "Bearly Hangin' On"        | Beste lied                                              |
| 2003 | Spirit: Stallion of the Cimarron                                 | Beste film                                              |
| 2003 | 8 Simple Rules, aflevering "Goodbye"                             | Beste komische serie                                    |
| 2003 | The Practice, aflevering "Small Sacrifices"                      | Beste dramaserie (ex aequo)                             |
| 2003 | Everwood, aflevering "Deer God"                                  | Beste dramaserie (ex aequo)                             |
| 2003 | Animal Cops: Detroit                                             | Beste realityreeks                                      |
| 2004 | Legally Blonde 2: Red, White & Blonde                            | Beste film                                              |
| 2004 | Finding Nemo                                                     | Beste animatiefilm                                      |
| 2004 | Everybody Loves Raymond, aflevering "The Bird"                   | Beste komische reeks                                    |
| 2004 | Cell Dogs                                                        | Beste realityreeks                                      |
| 2004 | Best Friend Forgotten                                            | Beste documentaire                                      |
| 2005 | Two Brothers                                                     | Beste film                                              |
| 2005 | Benji: Off the Leash!                                            | Beste familiefilm                                       |
| 2005 | The Corporation                                                  | Beste documentaire                                      |
| 2005 | Huff, aflevering "Is She Dead?"                                  | Beste dramaserie                                        |
| 2005 | 8 Simple Rules, aflevering "Finale: Part Deux"                   | Sid Caesar Comedy Award (voorheen beste komische reeks) |
| 2005 | The Montel Williams Show                                         | Beste talkshow                                          |
| 2005 | Cell Dogs                                                        | Beste realityreeks                                      |
| 2005 | Best Friend Forgotten                                            | Beste televisiedocumentaire                             |
| 2006 | An Unfinished Life                                               | Beste film                                              |
| 2006 | Duma                                                             | Beste familiefilm                                       |
| 2006 | Wallace & Gromit: The Curse of the Were-Rabbit                   | Beste animatiefilm                                      |
| 2006 | The Wild Parrots of Telegraph Hill                               | Beste documentaire                                      |
| 2006 | CSI: Crime Scene Investigation                                   | Beste dramareeks                                        |
| 2006 | Larry King Live                                                  | Beste talkshow                                          |
| 2006 | The Dog Song van Nellie McKay                                    | Doris Day Music Award                                   |
| 2006 | Animal Cops: Houston                                             | Beste realityserie                                      |
| 2007 | Fast Food Nation                                                 | Beste film                                              |
| 2007 | Charlotte's Web                                                  | Beste familiefilm                                       |
| 2007 | Happy Feet                                                       | Beste animatiefilm                                      |
| 2007 | The Wild Parrots of Telegraph Hill                               | Beste documentaire                                      |
| 2007 | The Simpsons, aflevering "Million Dollar Abie"                   | Sid Caesar Comedy Award                                 |
| 2007 | Bones, aflevering "The Woman in Limbo"                           | Beste dramareeks                                        |
| 2007 | Larry King Live                                                  | Beste talkshow                                          |
| 2008 | Year of the Dog                                                  | Beste film                                              |
| 2008 | According to Jim                                                 | Sid Caesar Comedy Award                                 |
| 2008 | CSI: Crime Scene Investigation, aflevering "Unbearable"          | Beste dramareeks                                        |
| 2008 | Extreme Makeover: Home Edition", aflevering "The DeAlea Family"  | Beste realityreeks                                      |
| 2008 | Paul McCartney                                                   | Gretchen Wyler Award                                    |
| 2009 | Bolt                                                             | Beste film                                              |
| 2009 | Sharkwater                                                       | Beste documentaire                                      |
| 2009 | The Simpsons, aflevering "Apocalypse Crow                        | Sid Caesar Comedy Award                                 |
| 2009 | Grey's Anatomy, aflevering "Life During Wartime"                 | Beste dramareeks                                        |
| 2009 | 30 Days, aflevering "Animal Rights"                              | Beste realityreeks                                      |
| 2009 | Planet in Peril                                                  | Beste documentaire                                      |
| 2009 | Hayden Panettiere                                                | Gretchen Wylard Award                                   |
| 2010 | Hotel for Dogs                                                   | Beste film                                              |
| 2010 | Up                                                               | Beste animatiefilm                                      |
| 2010 | The Cove                                                         | Beste documentaire                                      |
| 2010 | Family Guy, aflevering "Dog Gone"                                | Sid Caesar Comedy Award                                 |
| 2010 | Family Guy, aflevering "Dog Gone"                                | Sid Caesar Comedy Award                                 |
| 2010 | Bones, aflevering "The Tough Man in the Tender Chicken"          | Beste dramareeks                                        |
| 2010 | The Ellen DeGeneres Show                                         | Beste talkshow                                          |
| 2010 | Whale Wars                                                       | Beste realityreeks                                      |
| 2010 | Death on a Factory Farm                                          | Beste documentaire                                      |
| 2010 | Tippi Hedren                                                     | Lifetime Achievement Award                              |
| 2010 | Ellen DeGeneres en Portia de Rossi                               | Gretchen Wyler Award                                    |
| 2011 | How to Train Your Dragon                                         | Beste film                                              |
| 2011 | The Elephant in the Living Room                                  | Beste documentaire                                      |
| 2011 | The Colbert Report                                               | Sid Caesar Comedy Award                                 |
| 2011 | True Blood, aflevering "Hitting the Ground"                      | Beste dramareeks                                        |
| 2011 | The Oprah Winfrey Show                                           | Beste talkshow                                          |
| 2011 | Last Chance Highway                                              | Beste realityshow                                       |
| 2011 | Kristin Davis                                                    | Gretchen Wyler Award                                    |
| 2012 | Rise of the Planet of the Apes                                   | Beste film                                              |
| 2012 | Born to Be Wild 3D                                               | Beste documentaire                                      |
| 2012 | The Colbert Report                                               | Sid Caesar Comedy Award                                 |
| 2012 | Hawaii Five-O, aflevering "Lapa'au"                              | Beste dramaserie                                        |
| 2012 | The Ellen DeGeneres Show                                         | Beste talkshow                                          |
| 2012 | Animal Planet Investigates, aflevering "Captive Hunting Exposed" | Beste realityreeks                                      |
| 2012 | Gordon Ramsay - Shark Bait                                       | Beste documentaire                                      |
| 2012 | 20/20                                                            | Beste nieuwsmagazine                                    |
| 2012 | Pritish Nandy                                                    | International Humanitarian Award                        |
| 2012 | Ian Somerhalder                                                  | Gretchen Wyler Award                                    |
| 2013 | Big Miracle                                                      | Beste film                                              |
| 2013 | Ivory Wars                                                       | Beste documentaire                                      |
| 2013 | The Colbert Report                                               | Sid Caesar Comedy Award                                 |
| 2013 | Harry's Law, aflevering "Gorilla My Dreams"                      | Beste dramaserie                                        |
| 2013 | Wild Justice                                                     | Beste realityreeks                                      |
| 2013 | 60 minutes - Jungle Warfare                                      | Brigitte Bardot International TV-prijs                  |
| 2013 | Ke$ha                                                            | Gretchn Wyler Award                                     |